# Kulperöd
Kulperöd är en småort i Lycke socken i Kungälvs kommun i Västra Götalands län.